# Teodor Botiș
Teodor Botiș (n. 17 noiembrie 1873 - d. 14 august 1940) a fost un deputat în Marea Adunare Națională de la Alba Iulia, organismul legislativ reprezentativ al „tuturor românilor din Transilvania, Banat și Țara Ungurească”, cel care a adoptat hotărârea privind Unirea Transilvaniei cu România, la 1 decembrie 1918.:p. 79

## Biografie
S-a născut 17 noiembrie 1873, în Valea Neagră, județul Bihor. A făcut studiile medii la Gimnaziile din Oradea (cl. I -VII).; Sibiu (cl.  VIII), superioare la Institutul teologic din Arad (1894-1897), continuând la Facultatea de Teologie din Cernăuți, unde a obtinut doctoratul în 1900.
A fost profesor suplinitor în secția pedagogică a Institutului arădean și "prefect de studii" la internatul acesteia (1900-1901), profesor provizoriu (1901), apoi definitiv (1908) în ambele secțiuni ale aceluiași Institut - devenit în 1927 Academic până în 1938.  Din 1917 a fost rectorul acesteia până în 1938.
De asemenea, a fost și catehet la diferite școli de stat din Arad (1902 - 1918), redactor al foii eparhiale "Biserica și Școala" (1917-1921)  și al "Calendarului Diecezan" (1905 - 1919 și 1921-1923)  și membru în comitetul de redacție al ziarului "Românul" din Arad (1918), președinte al "despărțământului" Astra-Arad, diacon (1901).
În 1907 a devenit preot, în 1920 protopop, iar din 1936 iconom stavrofor.
A decedat la 14 august 1940 , în Arad. 

## Activitate politică

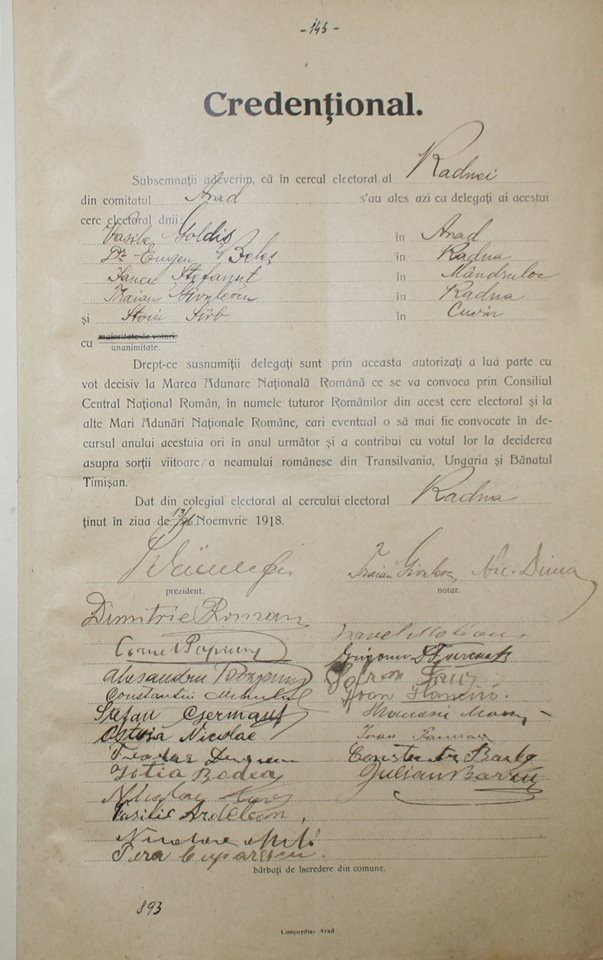
Credențional

A participat la Marea Adunare Națională de la Alba Iulia din 1 decembrie 1918 în calitate de delegat al Institutului teologic greco-ortodox român din Arad.

## Recunoaștere
A fost decorat cu ordinul „Coroana României” în grad de ofițer.

## Lucrări
- Cei dintâi ani din trecutul și viața Preparandiei (Școlii normale) gr. or. romane din Arad, Arad, 1912, 192 p. + 3 f. (în colaborare cu prof. dr. Avram Sadean);
- Istoria Școalei normale (Preparandiei) și a Institutului teologic ortodox român din Arad, Arad, 1922, 743 p. (premiată de Academia Română);
- Monografia familiei Mocioni, București, 1939, 476 p.

## Studii și articole
- "Biserica și Școala",
- "Tribuna",
- "Românul", toate la Arad,
- "Societatea de Mâine" - Cluj,
- "Revista Institutului Social Banat-Crișana" Timișoara ș.a.